# Programma nazionale antartico
Si definisce Programma nazionale antartico qualsiasi programma gestito o sostenuto dal governo di un Paese che abbia il compito di sviluppare e supportare la ricerca scientifica e di contribuire alla governance e alla protezione del territorio dell'Antartide,  nello spirito del Trattato antartico.
Il Trattato antartico è stato sottoscritto da 54 Paesi, dei quali 38 hanno un Programma nazionale antartico; di questi 33 hanno una presenza permanente in Antartide e sono membri del Council of Managers of National Antarctic Programs (COMNAP); quattro Paesi che, pur avendo un programma, non hanno una presenza permanente in Antartide, partecipano al  COMNAP come osservatori. Un solo paese, il Pakistan, pur avendo un programma nazionale antartico, non è affiliato al COMNAP.

## Elenco dei programmi nazionali
| Denominazione                                                                                | Paese         | N. stazioni | Status COMNAP |
| -------------------------------------------------------------------------------------------- | ------------- | ----------- | ------------- |
| Dirección Nacional del Antártico (DNA)                                                       | Argentina     | 13          | Membro        |
| Australian Antarctic Division (AAD)                                                          | Australia     | 3           | Membro        |
| National Academy of Sciences                                                                 | Bielorussia   | 1           | Membro        |
| Belgian Federal Science Policy and Polar Secretariat                                         | Belgio        | 1           | Membro        |
| Programa Antártico Brasileiro (PROANTAR)                                                     | Brasile       | 1           | Membro        |
| Bulgarian Antarctic Institute (BAI)                                                          | Bulgaria      | 1           | Membro        |
| Polar Knowledge Canada                                                                       | Canada        | 0           | Membro        |
| Instituto Antártico Chileno (INACH)                                                          | Cile          | 9           | Membro        |
| Chinese Arctic and Antarctic Administration (CAA) e Polar Research Institute of China (PRIC) | Cina          | 4           | Membro        |
| Masaryk University                                                                           | Rep. Ceca     | 1           | Membro        |
| Instituto Oceanográfico y Antartico de la Armada (INOCAR)                                    | Ecuador       | 1           | Membro        |
| Finnish Antarctic Research Program at the Finnish Meteorological Institute (FINNARP)         | Finlandia     | 1           | Membro        |
| Institut Polaire Français Paul-Émile Victor (IPEV)                                           | Francia       | 2           | Membro        |
| Alfred Wegener Institute (AWI)                                                               | Germania      | 3           | Membro        |
| National Centre for Polar & Ocean Research (NCPOR)                                           | India         | 2           | Membro        |
| Programma Nazionale di Ricerche in Antartide (PNRA)                                          | Italia        | 2           | Membro        |
| National Institute of Polar Research (NIPR)                                                  | Giappone      | 1           | Membro        |
| Netherlands Organization for Scientific Research (NWO)                                       | Paesi Bassi   | 1           | Membro        |
| Antarctica New Zealand                                                                       | Nuova Zelanda | 1           | Membro        |
| Norwegian Polar Institute (NPI)                                                              | Norvegia      | 1           | Membro        |
| Division of Antarctic Affairs                                                                | Perù          | 1           | Membro        |
| Programa Polar Português (PROPOLAR)                                                          | Portogallo    | 0           | Membro        |
| Poland Institute of Biochemistry and Biophysics Polish Academy of Sciences                   | Polonia       | 1           | Membro        |
| The Arctic and Antarctic Research Institute (AARI) e Russian Antarctic Expedition (RAE)      | Russia        | 10          | Membro        |
| South African National Antarctic Programme (SANAP)                                           | Sudafrica     | 1           | Membro        |
| Korean Polar Research Institute (KOPRI)                                                      | Corea del Sud | 2           | Membro        |
| Comité Polar Español (CPE)                                                                   | Spagna        | 2           | Membro        |
| Swedish Polar Research Secretariat                                                           | Svezia        | 1           | Membro        |
| TÜBITAK Marmara Research Center, Polar Research Institute                                    | Turchia       | 1           | Membro        |
| National Antarctic Scientific Centre of Ukraine (NASC)                                       | Ucraina       | 1           | Membro        |
| British Antarctic Survey (BAS)                                                               | Regno Unito   | 3           | Membro        |
| National Science Foundation Office of Polar Programs                                         | Stati Uniti   | 3           | Membro        |
| Uruguayan Antarctic Institute (IAU)                                                          | Uruguay       | 2           | Membro        |
| Colombian Ocean Commission                                                                   | Colombia      | 0           | Osservatore   |
| Sultan Mizan Antarctic Research Foundation                                                   | Malaysia      | 0           | Osservatore   |
| Swiss Commission for Polar and High Altitude Research                                        | Svizzera      | 0           | Osservatore   |
| Instituto Venezolano de Investigaciones Científicas (IVIC)                                   | Venezuela     | 0           | Osservatore   |
| National Institute of Oceanography                                                           | Pakistan      | 0           | Non-Membro    |

1. ↑  Di cui una in cooperazione con l'Italia (stazione Concordia)
2. ↑  Di cui una in cooperazione con la Francia (stazione Concordia)
3. ↑  Un laboratorio (Dirck Gerritsz) aggregato alla stazione britannica Rothera
4. ↑  + 1 campo permanente sulla penisola Byers (International Field Camp Peninsula Byers)